# Баріони

Баріони зі спіном 1/2 утворюють октет

Баріо́ни — субатомні частинки, що складаються з трьох кварків і мають напівціле значення спіну. Разом з мезонами, складають клас адронів — частинок, що беруть участь у сильній взаємодії. Назва баріонів походить від грецького βαρύς, важкий, тому що на момент відкриття всі інші частинки були легшими за них.
Баріони підкоряються статистиці Фермі-Дірака, тобто є ферміонами і для них є справедливим принцип Паулі. Іншою характеристикою баріонів є баріонний заряд, квантове число, що приймає цілі значення.
Баріони складаються із трьох кварків таким чином, що баріонні числа кварків (1/3 або −1/3) додаються, утворюючи значення 1 або −1. Іноді до баріонів відносять більш екзотичні частинки, на кшталт пентакварків, що були відкриті у 2015 році колаборацією LHCb. Ще більш екзотичні частинки, що складаються з семи або дев'яти кварків, хоча не були досі відкриті експериментально, проте теоретично їх існування також є можливим.
Найвідомішими баріонами є протон і нейтрон, що є основними складовими атомного ядра.
Кожному баріону відповідає своя античастинка, що має протилежний електричний і баріонний заряд, а також аромат — наприклад, протон складається з двох u-кварків і одного d-кварка, і має заряд +1 і баріонний заряд +1, відповідно, антипротон складається з двох u-антикварків і одного d-антикварка, заряд -1 і баріонний заряд -1.

## Будова
Класичні баріони містять у собі три кварки, що перебувають у стані конфайнменту. Ці кварки називають валентними, і вони визначають квантові числа баріона і його конкретний вид. Проте на кварки припадає лише мала частина маси баріона, наприклад, маси складових кварків протона — від 3 до 6 МеВ кожен, тоді як маса самого протона — 938 МеВ. Більша її частина припадає на глюонне поле, що утримує кварки разом. Глюони мають колірний заряд (на відміну від, наприклад, фотонів — квантів електромагнітного поля, що є електрично нейтральними), тому вони теж випромінюють глюони і розпадаються на пари кварк-антикварк. Ці віртуальні кварк-антикваркові пари стають досить помітними у випадку частинок, що рухаються з ультрарелятивістськими швидкостями. У таких випадках доцільніше розглядати баріон як систему, що складається з великої кількості субчастинок різної природи. Ці субчастинки називають партонами.

## Властивості

### Ізотопічний спін
Деякі баріони формують кластери з близькими значеннями мас. Всі відмінності між частинками всередині групи спричинені лише різницею в їх заряді (який, в свою чергу, викликає невеликі відмінності в масі). Прикладом такого кластеру є протон і нейтрон — якщо «вимкнути» електромагнітну взаємодію, то вони стають нерозрізненними. Такі групи частинок називають зарядовими мультиплетами. Кожному мультиплету з 2T + 1 членів приписується число T, що може мати 2T + 1 проєкцій на деяку вісь в уявному ізотопічному просторі, так само як спін частинки S може мати 2S + 1 проєкцій на деяку просторову вісь. Через це, а також через застосовність математичного апарату, що використовується для описання спіну, це квантове число за аналогією отримало назву ізотопічний спін.
Головною особливістю ізотопічного спіну є той факт, що сильна взаємодія між частинками не зміниться, якщо замінити одну з частинок на іншу частинку її мультиплету. Ця властивість має назву ізотопічна інваріантність.
Концепт ізоспіна був запропонований Вернером Гейзенбергом у 1932 році, а в 1937 Юджин Вігнер запропонував йому таку назву.

### Тривалість життя
Єдиним баріоном, що не розпадається, є протон. Така стабільність пов'язана з тим, що протон є найлегшим з баріонів, а тому його розпад можливий лише якщо баріонне число не зберігається. Закон збереження баріонного заряду не випливає ні з яких більш фундаментальних принципів, і є чисто емпіричним, тому можливо, що протон все ж таки є нестабільним. Наразі, результати експерименту Супер-Каміоканде дають обмеження знизу на тривалість його життя в 5×1033 років.. Другий баріон, час життя якого не є мікроскопічним — нейтрон. Час його життя складає 885 секунд (майже 15 хвилин). Завдяки такій довгоживучості, ці частинки можуть формувати такі стабільні системи як атомні ядра.
Всі інші баріони розпадаються значно швидше. Найменшу тривалість життя мають так звані резонанси — збуджені стани легших баріонів. Резонанси розпадаються за час, порядку 10−22−10−24 секунди. За такий час світло проходить відстань меншу за діаметр атому, тому такі частинки неможливо помітити безпосередньо у вигляді треків в детекторах, але їх видно як піки на діаграмах розсіяння. Більша частина всіх відомих частинок є резонансами.
Частинки, що знаходяться на нижньому енергетичному рівні, не можуть розпадатися за допомогою сильної взаємодії, тому що вона не може змінювати аромат кварків — а єдиний спосіб розпастися для таких частинок, це змінити кварки в своєму складі на більш легкі. Розпад за участі слабкої взаємодії відбувається значно менш активно, тому час життя таких частинок складає 10−10−10−12 секунд.
Час життя античастинок збігається з часом життя їх частинок, що випливає з CPT-симетрії.

### Маса
Маси баріонів є порівняно близькими — найлегший з них, протон, має масу 938 МеВ, тоді як маса найважчого з відкритих (в основному стані), 
Ω−
b — 6054 МеВ, тобто, лише в кілька разів більша. Для прикладу, маси мезонів можуть відрізнятися в 70 разів, а маси лептонів — в кілька тисяч разів. Проте, варто зазначити, що найважчі з передбачених баріонів досі не відкриті навіть в їх основному стані — наприклад, баріон, що складається з трьох b-кварків, {\displaystyle \Omega _{bbb}}.

### Ароматичні квантові числа
Усього існує 6 ароматів кварків — верхній (u), нижній (d), дивний (s), чарівний (c), красивий (b) і правдивий (t). При цьому складовими баріонів можуть бути лише 5 з них — t-кварк розпадається швидше, ніж встигає адронізуватися.

### Колірний заряд
Кварки мають специфічне квантове число, що називається кольором, і може приймати три значення, що умовно позначаються як червоний, зелений і синій (і, відповідно, античервоний, антизелений і антисиній для антикварків). Проте, природа конфайнменту, що утримує кварки всередині баріону така, що сама частинка заряду не має — к кожному баріоні існує по одному кварку кожного кольору, що, змішуючись, дають білий, тобто нульовий колірний заряд.

### Спін та орбітальний момент імпульсу
Кожен кварк, з яких складається баріон, має власний спін, що дорівнює 1/2. Спін баріона (квантове число S) дорівнює сумі спінів його компонент, і, відповідно, в залежності від того, як спрямовані спіни окремих кварків, може дорівнювати 1/2 або 3/2. Окрім цього, у деяких з баріонів, кварки мають і орбітальний момент імпульсу (квантове число L), що пов'язаний з їх фізичним рухом всередині частинки. Орбітальний момент є цілим (в одиницях ħ). Відповідно, сумарний момент імпульсу частинки (квантове число J) утворюється як комбінація спіну і орбітального моменту імпульсу, а його абсолютна величина може змінюватися від J = |L − S| до J = |L + S| цілими кроками. Оскільки баріон складається з трьох кварків, часто вводиться два орбітальних моменти: орбітальний момент кварків в одній парі, та орбітальний момент третього кварка відносно цієї пари. Такий опис особливо цікавий, якщо один кварк має значно вищу масу за інші.
Також у баріонах, кварки яких мають ненульовий орбітальний момент, виникає спін-орбітальна взаємодія, що вносить вклад у магнітний момент баріону.
Для релятивістських баріонів, при обчисленні їх сумарного моменту імпульсу, починають значну роль відігравати глюони і віртуальні кварк-антикваркові пари, що починають бути помітними через релятивістське сповільнення часу. Загалом, навіть для протона, задача визначення природи моменту імпульсу не є до кінця вирішенною.
Баріони, що не мають орбітального моменту є більш стабільними, тому що вони є основними станами для відповідних систем кварків.

### Парність
У квантовій фізиці, парністю, називають особливе квантове число частинки, що пов'язане з поведінкою її хвильової функції при відображені в дзеркалі. Також це явище називають P-інваріантністю.
Якщо ми запишемо рівняння для деякої системи, а потім захочемо записати їх для такої ж системи, але відбитої в дзеркалі, то, окрім того, що хвильові функції частинок будуть відображені дзеркально, деякі з них потрібно буде також помножити на -1. Частинки, для яких така операція потрібна називають непарними, або, що те ж саме, їх парність дорівнює -1.
Парність напряму пов'язана з орбітальним кутовим моментом L:
{\displaystyle P=(-1)^{L}.\ }
Тобто, в усі баріони, що мають нульовий орбітальний момент — парні.
Парність не зберігається при слабких взаємодіях, але зберігається при всіх інших. Цікавим є той факт, що всі найпоширеніші слабкі розпади гіперонів порушують парність: наприклад, у розпаді {\displaystyle \Lambda \to p\pi ^{-}} лямбда-баріон та протон мають парність +1, в той час як піон має парність –1. Це порушує парність, оскільки вона є мультиплікативним квантовим числом, в той час як {\displaystyle (+1)\neq (+1)\times (-1)}.

## Класифікація баріонів

### Нуклони
Нуклонами називають частинки, що складаються лише з u- і d-кварків, і мають ізоспін 1/2.
До нуклонів відносяться протон (кварковий склад uud) і нейтрон (кварковий склад udd), що є складовими частинками ядра, що і дало класу назву. Були відкриті першими з усіх баріонів. Є найбільш стабільними серед усіх відомих баріонів — протон не розпадається взагалі, а нейтрон має середню тривалість життя у 900 секунд. До нуклонів також відносять велику кількість резонансів цих двох частинок.

### Дельта-баріони
Дельта-баріонами називають частинки, що складаються лише з u- і d-кварків, і мають ізоспін 3/2.
Усі дельта-баріони — резонанси, тобто тривалість їх життя вкрай мала — 5×10−24 с. Хоча дельта-баріони складаються з тих самих кварків, що і нуклони, їх маса є помітно вищою — 1232 МеВ. Окрім дельта-баріонів складу uud і udd існують частинки uuu і ddd. Заряд таких адронів може складати 0, 1 або 2.

### Лямбда-баріони
Баріони, що складаються з пари кварків ud, а також містять у собі один з кварків другого або третього покоління. Мають ізотопічний спін 0. Можуть бути як електрично зарядженими, так і електрично нейтральними. Мають порівняно високу тривалість життя, від 10−10 до 10−13 секунд, через те, що дивність частинок не змінюється під впливом сильної взаємодії, а лише під впливом слабкої. Отримали назву через V-подібну «вилку», яку найлегші {\displaystyle \Lambda }-баріони залишали в камері Вільсона завдяки своїм розпадам на протон та заряджений піон.

### Сигма-баріони
Сигма-баріони, як і лямбда-баріони, мають у своєму складі лише один дивний або більш важкий кварк. Від останніх їх відрізняє значення ізотопічного спіну 1. Їх будова є більш різноманітною, через те, що їх два кварка першого покоління можуть бути dd і uu, а не тільки ud, як у лямбда-частинок. Сигма-баріони, що містять у собі b-кварк, досліджені гірше за інші, деякі з них (наприклад, {\displaystyle \Sigma _{b}^{0}}) ще не були зафіксовані.

### Ксі-баріони
Містять у собі лише один кварк першого покоління. Мають ізоспін 1/2. Також називаються каскадними частинками, через те, що вони часто розпадається спершу в лямбда-баріони, які потім вже розпадаються в стабільні частинки — що отримало назву каскадного розпаду. Частинка 
Ξ−
b, також відома як каскад-B, примітна тим, що є першою з відкритих частинок, що складається з кварків усіх трьох поколінь.

### Омега-баріони
Усі три кварки, що входять до складу омега-баріонів — з другого і третього поколінь. Мають ізоспін 0. Омега-баріони були відкриті пізніше інших, і наразі були зафіксовані лише 3 з їх основних станів — 
Ω−
, 
Ω0
c і 
Ω−
b. Усього передбачається існування 10 видів омега-баріонів (в основному стані), що складаються з усіх можливих комбінацій s, c та b-кварків.

## Номенклатура
Окрім протона і нейтрона, що мають спеціальні позначення, усі інші баріони позначаються наступним чином: велика (грецька, окрім N для нуклонів) літера, що позначає клас баріона, з нижнім індексом, що позначає всі присутні в частинці важкі кварки (важкими називають c-кварк, b-кварк і t-кварк), і верхнім індексом, що позначає заряд (–, 0, +, ++). Якщо частинка може розпадатися за допомогою сильної взаємодії, то її маса позначається в дужках, наприклад, 
Σ++
c(2455). До позначення частинки, момент імпульсу якої рівний 3/2, додається астериск (*), якщо існує частинка з тим же кварковим складом, і моментом імпульсу 1/2.
Частинки, що містять у собі принаймні один дивний кварк, але не містять більш важких кварків називають гіперонами. До цього класу можуть відноситися частинки всіх представлених вище груп (окрім нуклонів і дельта-баріонів), які, в такому випадку, називають, відповідно, лямбда-гіперони, сігма-гіперони і т. д.

## Баріогенезис
Баріогенезисом називають період життя всесвіту, під час якого активно проходили гіпотетичні реакції, що призвели до превалювання матерії над антиматерією.
Є значні підстави вважати, що у деяких випадках закон збереження баріонного числа не виконується. Головною причиною цього є асиметрія розподілу речовини і антиречовини — практично вся матерія, яку ми спостерігаємо представлена лише першою. За підрахунками, на мільярд пар частинка-античастинка припадає один зайвий баріон. Спостереження показують, що такий розподіл мав місце вже через 400 000 років після Великого Вибуху. У 1967 році Андрієм Сахаровим було сформульовано три умови, що мають виконуватися для того, щоб ця асиметрія могла з'явитися:
- Баріонне число не зберігається (або, еквівалентна умова, протон є нестабільним);
- С- і CP-симетрія порушується;
- На початкових стадіях життя Всесвіту термодинамічна рівновага була порушеною.[21]

Подальший розвиток ці ідеї отримали у теорії Великого Об'єднання, Наразі експериментально доведено, що друга умова є справедливою — CP-інваріантність порушується, наприклад, при розпаді К-мезонів і В-мезонів. Цікаво, що поки що не виявлено переконливих ознак порушень CP-інваріантності в будь-яких розпадах баріонів.
Баріонне число допоки що зберігалося в усіх спостереженнях. Теорія Великого Об'єднання, що пов'язує електромагнітну, слабку і сильну взаємодію передбачає незбереження баріонного числа при енергіях порядку 1015 ГеВ. У 1985 році В. А. Кузьмін, В. А. Рубаков і М. Е. Шапошников побудували модель, згідно якої баріонне число може не зберігатися при процесах значно нижчої енергії, аж до 100 ГеВ.
Баріогенезис проходив, ймовірно, невдовзі після епохи космічної інфляції, але, вочевидь, до епохи первісного нуклеосинтезу. Зазвичай, його розміщують на проміжку від 10−32 до 10−6 секунди після Великого Вибуху.

## Роль баріонів у Всесвіті

Розподіл різних видів матерію за масою згідно даних з супутника WMAP

Хоча баріони утворюють більшу частину матерії, яку ми спостерігаємо навколо, останні дослідження показують, що у масштабах Всесвіту баріонна матерія складає лише близько 4,6 %, а решта припадає на темну матерію і темну енергію, природа яких ще не є зрозумілою.